# Liste der Staatsoberhäupter 364
Übersicht
◄◄ | ◄ | 360 | 361 | 362 | 363 | Liste der Staatsoberhäupter 364 | 365 | 366 | 367 | 368 | ► | ►►

Weitere Ereignisse

## Afrika
- Aksumitisches Reich
  - König: Mehadeyis (ca. 355–ca. 385)

- Römisches Reich
  - Provincia Romana Aegyptus
    - Präfekt: Hierius (364)
    - Präfekt: Maximus (364)
    - Präfekt: Flavianus (364–366)

## Amerika
- Maya
  - Tikal
    - König: Chak Tok Ich’aak I. (360–378)

## Asien
- Armenien
  - König: Archak II. (350–367)

- China
  - Kaiser: Jin Aidi (361–365)
  - Sechzehn Reiche:
    - Frühere Liang: Zhang Tianxi (363–376)
    - Frühere Yan: Murong Wei (360–370)
    - Frühere Qin: Fu Jian (357–385)

- Iberien (Kartlien)
  - König: Aspacur II. (363–365)

- Indien
  - Gupta-Reich
    - König: Samudragupta (335–375)

  - Kadamba
    - König: Kanga Varman (355–380)

  - Pallava
    - König: Kumaravisnu I. (355–370)

  - Vakataka
    - König: Prithvisena I. (355–380)

- Japan
  - Kaiser: Nintoku (313–399)

- Korea
  - Baekje
    - König: Geunchogo (346–375)

  - Gaya
    - König: Isipum (346–407)

  - Goguryeo
    - König: Goguk-won (331–371)

  - Silla
    - König: Naemul (356–402)

- Sassanidenreich
  - Schah (Großkönig): Schapur II. (309–379)

## Europa
- Römisches Reich
  - Kaiser: Jovian (363–364)
  - Kaiser im Westen: Valentinian I. (364–375)
  - Kaiser im Osten: Valens (364–378)
    - Konsul: Jovian (364)
    - Konsul: Varronian (364)